# فاندي مختار
فاندي مختار (بالإندونيسية: Fandy Mochtar) (19 مايو 1984 في إندونيسيا - ) هو لاعب كرة قدم إندونيسي في مركز الظهير. شارك مع منتخب إندونيسيا تحت 23 سنة لكرة القدم ومنتخب إندونيسيا لكرة القدم. أما مع النوادي، فقد لعب مع بالي يونايتد ونادي آريما كرونوس ونادي سريويجايا وPersiba Balikpapan ‏ ونادي بورنيو وPersiter Ternate ‏ وPersibom Bolaang Mongondow ‏.

## روابط خارجية
- فاندي مختار على موقع قاعدة بيانات كرة القدم.إي يو (الإنجليزية)
- فاندي مختار على موقع ناشيونال فوتبول تيمز (الإنجليزية)
- فاندي مختار على موقع Soccerway.com (الإنجليزية)